# Димитра Карчицка
Димитра Ламброва Карчицка (на македонска литературна норма: Димитра Карчицка) е математичка от Северна Македония.

## Биография
Родена е на 2 август 1939 година в костурското село Поздивища, Гърция. Изведена е от комунистическите бунтовници от Гърция с групата на така наречените деца бежанци. В 1961 година завършва Природо-математическия факултет на Скопския университет. В 1969 година прави магистратура в Белградския университет, а в 1973 година защитава докторат в Природо-математическия факултет в Скопие на тема „Някои проблеми на квадратното програмиране с матрици от Леонтиев тип“ (Некои проблеми на квадратното програмирање со матрици од Леонтиев тип). Преподава в Скопския университет и е продекан на Математическия факултет в 1980 – 1982 година, на Природо-математическия факултет в 1991 – 1993 година и шеф на Института за информатика (1985 – 1989 и 1995 – 1997).